# منتخب بورتوريكو لكرة السلة
منتخب بورتوريكو لكرة السلة للرجال (بالإنجليزية: Puerto Rico national basketball team) هو ممثل بورتوريكو الرسمي في المنافسات الدولية في كرة السلة .